# Phước Lý
Phước Lý là một xã thuộc tỉnh Tây Ninh, Việt Nam.

## Địa lý
Xã Phước Lý có vị trí địa lý:
- Phía đông giáp xã Mỹ Lộc
- Phía tây giáp xã Mỹ Yên
- Phía nam giáp các xã Mỹ Yên, Rạch Kiến và Mỹ Lộc
- Phía bắc giáp xã Bình Chánh và xã Hưng Long thuộc Thành phố Hồ Chí Minh.

Xã Phước Lý có diện tích tự nhiên là 27,37 km², quy mô dân số năm 2025 là 42.840.

## Hành chính
Xã được chia thành 12 ấp: Trong, Ngoài, Long Giêng, Long Khánh, Long Thạnh, Long Thới, Long Hưng, Tân Điền, Vĩnh Phước, Phước Lý, Phú Ân, Phú Thành.

## Văn hóa

### Lịch sử
- Thời kỳ trước năm 1859: thời khẩn hoang mở đất, xác lập tổ chức hành chính của Nhà nước triều Nguyễn.

Cần Giuộc thuộc đất Gia Định xưa – một thời còn gọi là "xứ Đồng Nai", nơi đã hình thành nước Phù Nam vào thế kỷ thứ nhất và bị Chân Lạp chinh phục vào thế kỷ VI. Các kết quả khảo cổ tại di tích lịch sử khảo cổ học Chùa Núi (thuộc xã Đông Thạnh) cho thấy vùng đất Cần Giuộc cách nay 2000 - 3000 năm đã có người sinh sống nhưng do địa thế đất đai chưa ổn định nên đến cuối thế kỷ XVI hầu hết vùng này vẫn còn là rừng rậm hoang vu. Vào đầu thế kỷ XVII, một lớp lưu dân người Việt từ phía Bắc tha phương cầu thực, hoặc chạy nạn thiên tai, nạn Trịnh – Nguyễn phân tranh, nội loạn Lê – Trịnh, vào xứ Đồng Nai, Sài Gòn khai hoang lập ấp; có một bộ phận là những người tù tội bị lưu đày biệt xứ. Về sau còn có thêm những binh lính đào ngũ, rã ngũ trong thời kỳ tranh chấp Nguyễn Ánh – Tây Sơn. Đặc biệt, vào cuối thế kỷ XVIII và đầu thế kỷ XIX, những quan lại, những người có tiền của, quyền thế mang theo nô tỳ và chiêu mộ dân nghèo vào phương Nam khẩn đất theo chính sách "dinh điền" của nhà Nguyễn.
Năm 1698, Nguyễn Hữu Cảnh được cử vào Nam kinh lý, lấy đất Nông Nại (từ bờ biển Vũng Tàu vào Sài gòn đến Sông Vàm Cỏ) đặt làm phủ Gia Định. Phủ Gia Định gồm 2 huyện: Phước Long trên vùng đất Đồng Nai, Tân Bình trên vùng đất Sài Gòn. Vùng Cần Giuộc thuộc huyên Tân Bình.
Năm 1802 Nguyễn Ánh lên ngôi lấy niên hiệu Gia Long, đổi phủ Gia Định thành trấn Gia định; năm 1808 đổi trấn Gia Định làm thành Gia Định.
Năm 1832, Minh Mạng thứ 13, thành Gia Định được phân chia lại từ 5 trấn thành 6 tỉnh (gồm Phiên An, Biên Hòa, Định Tường, Vĩnh Long, An Giang, Hà Tiên) với 14 phủ, 41 huyện, lúc đó Cần Giuộc nằm trong huyện Phước Lộc, thuộc phủ Tân An, tỉnh Phiên An.
Năm 1836, sau khởi nghĩa của Lê Văn Khôi, vua Minh Mạng lại đổi tỉnh Phiên An thành tỉnh Gia Định và gọi toàn thành Gia Định là Nam Kỳ. Khái niệm Nam Kỳ - Lục tỉnh ra đời từ đấy.
Đến năm 1859 Pháp bắt đầu xâm lược Nam Kỳ. Lúc này tổ chức hành chính đã ổn định toàn cõi Nam Kỳ. Đất Cần Giuộc vẫn nằm trong huyện Phước Lộc, là một trong trong 4 huyện của phủ Tân An, thuộc tỉnh Gia Định.
- Thời kỳ 1859 – 1975: Thời kỳ chống Pháp, chống Mỹ.

Sau năm 1862, Pháp chiếm 3 tỉnh miền Đông (Biên Hòa, Gia Định, Định Tường), chia tỉnh Gia Định làm 7 hạt; cai trị là chức quan tham biện nên còn gọi hạt là khu tham biện. Hạt nhỏ hơn phủ nhưng lớn hơn huyện. Phước Lộc thành khu tham biện riêng (tiền thân 2 huyện Cần Giuộc, Cần Đước). Tên Cần Giuộc xuất hiện với tư cách là một đơn vị hành chính cấp huyện từ ngày 09/11/1864.
Năm 1877 khu tham biện Phước Lộc giải thể, sáp nhập vào khu tham biện Chợ Lớn.
Năm 1899 bãi bỏ khu tham biện, Chợ Lớn đổi thành tỉnh, Cần Giuộc trở thành một quận của tỉnh Chợ Lớn (Cần Giuộc gồm cả Cần Đước).
Năm 1923 tỉnh Chợ Lớn có 4 đại lý, sau gọi là quận: Cần Giuộc, Cần Đước, Trung Quận, Đức Hòa.
Sau Cách mạng tháng tám 8 – 1945, Chính phủ Việt Nam dân chủ cộng hòa thành lập ở Nam bộ 3 khu: 7, 8, 9. Cần Giuộc là một quận nằm trong tỉnh Chợ Lớn thuộc khu 7. Tỉnh Chợ Lớn lúc này gồm 4 quận: Đức Hòa, Trung Quận, Cần Giuộc, Cần Đước. Tháng 7 năm 1957, Liên Tỉnh ủy Tân An – Chợ Lớn hợp nhất hai tỉnh thành tỉnh Long An, tách Mộc Hóa ra thành lập tỉnh Kiến Tường.
Cuối năm 1956, chính quyền Ngô Đình Diệm nhập tỉnh Chợ Lớn với tỉnh Tân An, chia thành hai tỉnh Long An, Kiến Tường theo địa giới mới. Hai huyện Cần Giuộc, Cần Đước thuộc tỉnh Long An, được đổi tên là Thanh Đức và Cần Đức. Cuối năm 1963 chế độ Diệm đổ, hai huyện trở lại với tên cũ.
Năm 1967, chính quyền Nguyễn Văn Thiệu tách 8 xã của huyện Cần Đước, nhập thêm một phần huyện Cần Giuộc gồm xã Phước Lý, ấp Thuận Tây (của xã Thuận Thành), ấp Long Đức, ấp Phước Thuận (của xã Phước Lâm), ấp Long giêng (của xã Phước Hậu), thành lập quận Rạch Kiến.
- Thời kỳ thống nhất đất nước:

Sau năm 1975, Chính phủ nước Cộng hòa xã hội chủ nghĩa Việt Nam hợp nhất hai tỉnh Kiến Tường và Long An thành tỉnh Long An. Huyện Cần Giuộc thuộc tỉnh Long An, gồm 14 xã, một thị trấn.
- Theo Điều 1 Nghị quyết 1682/NQ-UBTVQH15 năm 2025 sắp xếp các đơn vị hành chính cấp xã của tỉnh Tây Ninh năm 2025 do Ủy ban Thường vụ Quốc hội ban hành quy định như sau: Sắp xếp toàn bộ diện tích tự nhiên, quy mô dân số của các xã Long Thượng, Phước Hậu và Phước Lý thành xã mới có tên gọi là xã Phước Lý. [5]

### Di tích
- Miếu Bà Ngũ Hành [6] là di sản văn hóa phi vật thể quốc gia gắn liền với Lễ vía Bà. Thờ Bà Ngũ Hành là tín ngưỡng truyền thống của dân tộc Việt Nam, xuất phát từ cội nguồn nền văn minh lúa nước.
- Đình Phước Lý [7] là di tích văn hóa cấp tỉnh. Ngoài thờ Thần Hoàng bổn cảnh như hiện nay, người dân Phước Lý trước đây đã tôn vinh ông Võ Duy Ninh như một vị thần và thờ tại đình.